# مایکل مورهایم
مایکل "مایک" مورهایم (به انگلیسی: Michael "Mike" Morhaime) (متولد 3 نوامبر 1967) یک توسعه دهنده و کارآفرین آمریکایی در صنعت بازی ویدئویی و بنیان‌گذار و رئیس سابق بلیزارد انترتینمنت (که در سال 1991 به اسم Silicon & Synapse بود) است، مورهایم به عنوان رئیس Blizzard Entertainment، Inc، که یک شرکت تابعه از Activision Blizzard، Inc بود خدمت کرد. وی از ژانویه 1999، زمانی که Blizzard Entertainment، Inc بدل به زیرمجموعه یکی از شرکت‌های تابعه Vivendi Games شد، در کمیته اجرایی Vivendi Games خدمت کرد.
او در سال ۱۹۸۵ از دبیرستان گرانادا هیلز فارغ‌التحصیل شد. و لیسانس خود را در رشته مهندسی برق در سال ۱۹۹۰ از دانشگاه کالیفرنیا، لس آنجلس دریافت کرد. او عضو گروه ETC، یک گروه متال تشکیل شده توسط کارکنان بلیزارد است و در آنجا گیتار بیس می نوارد.

## اوایل زندگی
در کلاس ششم، مورهایم به همراه برادر و خواهرش یک کنسول بازی ویدیویی به نام Bally Professional Arcade خریداری کردند که اولین بار در سال ۱۹۷۸ منتشر شد. مورهایم کشف کرد که این کنسول قابل برنامه‌نویسی است و فهمید که چگونه می‌توان بازی‌های ساده ای را روی آن نوشت.
مورهایم به عنوان دانشجوی مهندسی برق در UCLA بیشتر از سخت‌افزار به نرم‌افزار توجه داشت و بعدها اعتراف کرد: «من خیلی معطل کردم». بعد از گذراندن دوره کارآموزی در شرکت ریزتراشه‌های سن خوزه، اوضاع تغییر کرد. در دوره کارآموزی، او در مورد طراحی مدار آموخت، و هنگامی که به مدرسه بازگشت کلاس معماری کامپیوتر را پیشی گرفت. وی گفت: «من قبلاً آدمی بودم که در پشت می‌نشستم»، اما بعد از حضور در دره سیلیکون، او گفت: «من شروع به نشستن جلو کردم». آن دوره زمانی بود که مورهایم با دو شخص دیگری ملاقات کرد و به کمک آنان شرکت Silicon & Synapse را ایجاد خواهد کرد، شرکتی که بعداً به بلیزارد تغییر نام یافت. بنیانگذاران اولیه به اسم‌های - مورهایم، آلن ادهم و فرانک پیرس - دفتر کار کوچکی را در ارواین، کالیفرنیا تشکیل دادند، چون انتظار می‌رفت مجاورت و هم‌نشینی با شرکت‌های دیگر برای آنها مفید باشد.

## بلیزارد انترتینمنت
در سال ۱۹۹۵، بلیزارد عنوان وارکرافت ۲: جریان تاریکی، که اولین بازی شرکت بود منتشر کرد. مورهایم گفت: " شاید این بازی بوده که بلیزارد را در نقشه قرار داد «در مرکز توجه قرار داد»". علاوه بر فروش زیاد، "این اولین بازی ای بود که می‌توانستید با کسب یک تجربه خوب، از طریق اینترنت انجام دهید"، بازی از طریق اینترنت در آن زمان یک اتفاق جدیدی بود که باعث شد عناوین دیگر نیز شروع به توسعه دادن شوند.
بزرگترین موفقیت بلیزارد با درسی سخت اما ناخواسته همراه بود. در برنامه‌ریزی برای انتشار بازی دنیای وارکرفت (WoW) در اواخر سال ۲۰۰۴، مورهایم فکر کرد که بازار بازی‌های بسیار بزرگ و تعاملی به آرامی رشد می‌کند و یک سوپرایز غیرمحبوب برای جامعه بازی‌ها خواهد بود. (در نتیجه او WOW را تبدیل به اولین بازی در تاریخ کرد که بازیکنان مجبور به پرداخت هزینه اشتراک ماهیانه بودند) وی گفت: "ما احساس کردیم که به احتمال زیاد این هزینه برای مردم بازدارنده است و WoW به سرعت برخی از بازی‌های قبلی ما نمی‌فروشد". تمام تصمیمات تولید و بازاریابی بلیزارد بر اساس این فرض بود. در کمال تعجب بلیزارد بازی WoW خیلی سریع فروخت و شرکت آماده نبود که تاجران مورد نیاز بازی را برای مدت کوتاهی نگه دارد. وی گفت: "برای کل سال اول، ما تلاش کردیم تا با تقاضا مطابقت داشته باشیم"و "احتمالاً سالها از زندگی ما صرف این موضوع شد ." World of Warcraft از سال ۲۰۱۰ تقریباً ۱۱ میلیون مشترک به دست آورده بود.
در تاریخ ۳ اکتبر ۲۰۱۸، مورهایم اعلام کرد که از سمت خود به عنوان رئیس شرکت و مدیرعامل کناره‌گیری می‌کند و در سمت مشاور شرکت می‌شود. جورج آلن براک، تهیه‌کننده اجرایی World of Warcraft جایگزین مورهایم شد. سمت مشاوره وی در ۷ آوریل ۲۰۱۹ به پایان رسید.

## تأسیس Dreamhaven
در سپتامبر ۲۰۲۰ او شرکت توسعه دهنده جدید بازی ویدئویی به اسم Dreamhaven را تأسیس کرد. این شرکت در ارواین، کالیفرنیا است و دو بازی به اسم‌های Secret Door و Moonshot Games را در دست توسعه دارد. Dreamhaven, Inc زیرمجموعه Moonwell Studios LLC است.

## افتخارات و جوایز
در سال ۲۰۰۸، مورهایم به تالار مشاهیر آکادمی هنرها و علوم تعاملی وارد شد. در همان سال، مورهایم در ۵۹ امین جوایز سالانه فناوری و مهندسی امی افتخار یافت. در کنار Don Daglow از استودیو Stormfront و جان کارمک از اید سافت‌ویر، مورهایم به یکی از سه طراح یا سازنده ای بدل شد که جوایز فناوری و جوایز مهندسی امی (جوایز دی.آی.سی.ای.) را در آکادمی هنر و علوم تعاملی دریافت می‌کند.
مورهایم جایزه ملی کارآفرین جوان سال در گروه فناوری را در سال ۲۰۱۲ دریافت کرد. در سال ۲۰۱۹، موهایم به خاطر موفقیت در صنعت بازی به عنوان جایزه افتخاری ۲۰۱۹ در مراسم Gamelab Barcelona اسپانیا منصوب شد.
مورهایم پوکر بازی می‌کند و در مسابقات 2006 Celebrity Poker Tournament DICE به مقام دوم رسید. در آخرین دور، او با اسکات فیشمن و پری فریدمن (بازیکنان حرفه ای در سری جهانی پوکر) و ری موزیکا، بنیانگذار و مدیر عامل توسعه دهنده بازی‌های ویدیویی بایوور مواجه شد. بعد از یک بازی ۴۵ دقیقه ای، موزیکا برنده شد و مورهایم در مسابقات در جایگاه دوم قرار گرفت. 

## در رسانه‌ها
در سال ۲۰۱۲، مورهایم در The Guild که یک مجموعه وب دربارهٔ زندگی تجارب آنلاین گیمرها است حضور پیدا کرد. او به خاطر همکاری و همیاری با جامعه بازی‌ها مشهور است و بر روی فیلم وارکرفت نیز کار کرده‌است.